# Ha-Ma'apil
Ha-Ma'apil (hebrejsky הַמַּעְפִּיל, v oficiálním přepisu do angličtiny HaMa'apil) je vesnice typu kibuc v Izraeli, v Centrálním distriktu, v Oblastní radě Emek Chefer.

## Geografie
Leží v nadmořské výšce 33 metrů v hustě osídlené a zemědělsky intenzivně využívané pobřežní nížině respektive v Šaronské planině, nedaleko od kopcovitých oblastí podél Zelené linie oddělující vlastní Izrael v mezinárodně uznávaných hranicích od okupovaného Západního břehu Jordánu. Jižně od vesnice probíhá vádí Nachal Omec.
Obec se nachází 12 kilometrů od břehu Středozemního moře, cca 40 kilometrů severovýchodně od centra Tel Avivu, cca 48 kilometrů jižně od centra Haify a 9 kilometrů jihovýchodně od města Chadera. Ha-Ma'apil obývají Židé, přičemž osídlení v tomto regionu je etnicky smíšené. Na východ a jihovýchod od kibucu začíná téměř souvislý pás měst a vesnic obývaných izraelskými Araby - takzvaný Trojúhelník (nejblíže je to město Zemer 4 kilometry odtud). Západním směrem v pobřežní nížině je osídlení ryze židovské.
Ha-Ma'apil je na dopravní síť napojen pomocí místní silnice číslo 581. Východně od kibucu probíhá také dálnice číslo 6 (Transizraelská dálnice).

## Dějiny
Ha-Ma'apil byl založen v roce 1945. Zakladatelská skupina ha-Ma'apil utvořila pracovní kolektiv již roku 1938 ve městě Chadera. Tvořili ji členové hnutí ha-Šomer ha-ca'ir z Haliče v Polsku a z Německa. Zabývali se prací na citrusových plantážích a stavebními pracemi. Po vypuknutí druhé světové války byli nuceni hledat práci i v jiných regionech tehdejší mandátní Palestiny. Roku 1941 navíc skupinu postihl tyfus[nepřesný odkaz] a její členové se proto rozhodli opustit Chaderu a přesunout se do Haifského zálivu, kde se živili vykládkou zboží v haifském přístavu. V této době se rovněž spojili s další osadnickou skupinou nazvanou Nachšonim.
V současné lokalitě se trvale usadili teprve 2. listopadu 1945. Během války za nezávislost v roce 1948 byl kibuc napaden Araby, ale jeho obránci vesnici uhájili. Místní děti byly ovšem po dobu bojů evakuovány do Chadery.
Koncem 40. let 20. století měl kibuc 40 obyvatel a rozlohu katastrálního území 900 dunamů (0,9 kilometru čtverečního).
Po válce se ha-Ma'apil začal orientovat na zemědělskou výrobu. Rozvinul se zde i průmysl (továrna na plasty) a turistický ruch. Kromě toho začal přijímat nové židovské imigranty. Obyvatelstvo vesnice pak sestávalo z Židů z 31 zemí. Počátkem 21. století kibuc prošel privatizací, při které došlo k redukci kolektivních prvků v jeho hospodaření.
V obci funguje obchod, společná jídelna, zdravotní středisko, zubní ordinace a zařízení předškolní péče o děti.
Jméno vesnice označuje ilegálního židovského přistěhovalce, od slova Ha'apala (ההעפלה) - ilegální imigrace.

## Demografie
Podle údajů z roku 2014 tvořili naprostou většinu obyvatel v ha-Ma'apil Židé (včetně statistické kategorie "ostatní", která zahrnuje nearabské obyvatele židovského původu ale bez formální příslušnosti k židovskému náboženství).
Jde o menší sídlo vesnického typu s dlouhodobě rostoucí populací. K 31. prosinci 2014 zde žilo 776 lidí. V roce 2014 populace stoupla o 2,0 %
| Rok            | 1948 | 1961 | 1972 | 1983 | 1995 | 2001 | 2003 | 2004 | 2005 | 2006 | 2007 | 2008 | 2009 | 2010 | 2011 | 2012 | 2013 | 2014 |
| -------------- | ---- | ---- | ---- | ---- | ---- | ---- | ---- | ---- | ---- | ---- | ---- | ---- | ---- | ---- | ---- | ---- | ---- | ---- |
| Počet obyvatel | 302  | 421  | 430  | 562  | 501  | 481  | 487  | 496  | 490  | 499  | 518  | 520  | 543  | 598  | 680  | 746  | 761  | 776  |